# Marco Olivieri
Marco Olivieri (Ascoli Piceno, 30 juni 1999) is een Italiaans voetballer die als aanvaller speelt.

## Carrière
Olivieri speelde in de jeugdopleiding van Ascoli en Siena toen hij in 2014 naar Empoli ging. Hij kwam in 2017 bij de selectie van het eerste, maar tot een debuut in de hoofdmacht kwam het nooit.  
In de zomer van 2017 vertrok hij op huurbasis naar Juventus, waar hij in de onder-19 en de in de Serie C bij de onder-23 ging spelen. Aan het eind van het seizoen 2018-2019 nam de club uit Turijn hem voor €1 miljoen definitief over.
Op 30 juni 2020 maakte hij op zijn 21e verjaardag zijn Serie A-debuut in de hoofdmacht van Juventus in het met 3-1 gewonnen uitduel tegen Genoa. Hij verving Paulo Dybala in de tweede helft. Op 7 augustus speelde hij zijn eerste wedstrijd in de UEFA Champions League tegen Olympique Lyonnais. In het duel in de achtste finales verving hij wederom Dybala, die geblesseerd uitviel. Ondanks dat Juventus met 2-1 won, was dit door de 1-0 nederlaag in de eerste wedstrijd onvoldoende om de kwartfinales te bereiken.
In de jaren hierna werd hij verhuurd aan verschillende Italiaanse clubs, voordat hij in 2024 definitief bij Juventus vertrok en tekende bij Triestina.   